# Spårvägs AB Sundsvall-Skön
Spårvägs AB Sundsvall-Skön (SSS) startade år 1925 trafik med elektriska spårvagnar mellan Esplanaden i Sundsvalls centrum till Skönvik. Linjen var 14,68 km lång.
Till följd av den stora passagerartillströmningen under andra världskriget byggde man på egen verkstad en boggivagn som anses ha varit den längsta spårvagnen i Europa.[källa behövs] Vagnen var 17,8 meter lång och rymde 120 passagerare varav 52 stående. Göteborg hade dock vid denna tid vagnar som var 17,86 m långa.[källa behövs]
År 1945 övertogs den trafik som tidigare bedrivits av Sundsvalls Spårvägs AB, vilken nedlades 1949. År 1952 upphörde även spårvägstrafiken till Skönvik.